# Эрастов, Евгений Ростиславович
Евгений Ростиславович Эрастов (род. 1 июня 1963 года, Горький) — современный российский писатель, доктор медицинских наук, доцент кафедры нормальной анатомии Приволжского исследовательского  медицинского  университета.

## Биография
Евгений Эрастов родился 1 июня 1963 года в г. Горьком. Окончил общеобразовательную школу № 14 и музыкальную школу № 6. В 1980 году поступил в Горьковский медицинский институт, в многотиражной газете которого впервые были опубликованы его стихи. Со второго курса посещал городские литературные объединения — «Данко», «Воложка», «Струна», «Марафон» и другие. В 1989 году принимал участие в IX Всесоюзном совещании молодых писателей. В 1997 году  окончил    Литературный институт им. А. М. Горького. Учился в семинаре Юрия Кузнецова. В 1998 году был принят в Союз писателей России. За это время защитил две диссертации по анатомии человека. Доктор медицинских наук,  доцент. Автор восьми поэтических и четырёх прозаических книг,   более двухсот  литературных публикаций в периодике,  более семидесяти научных статей и восьми учебно-методических пособий для студентов.
Произведения переводились на английский, немецкий, испанский, македонский,  болгарский и сербский языки.

## Список основных литературных публикаций

### Книги
- «Облако», Н. Новгород, 1993. — Изд-во Нижегородского медицинского института, 79 с.
- «Небесный Дом», Н. Новгород, 1997. — Изд-во Нижегородской медицинской академии, 108 с.
- «Зимние кузнечики», Н.Новгород, 2000. — Изд-во Нижегородского технического университета, 112 с.
- «Калейдоскоп детства», Н. Новгород, 2000. — Изд-во Нижегородской медицинской академии, 52 с.
- «Наваждение», Н. Новгород, 2002. — «Арабеск», 112 с.
- «Стальная звезда», Н. Новгород, 2004. — Издатель Гладкова О. В., 110 с.
- «Запотевшее стекло», Н. Новгород, 2005. — Дятловы горы, 176 с.
- «После смерти я выйду к реке», Н. Новгород, 2008. — Дятловы горы, 240 с.
- «Рассказы». Н. Новгород, 2009. — Дятловы горы, 284 с.
- «Язык травы». Н. Новгород, 2013. — Вертикаль. XXI век, 136 с.
- «Звук». Н.Новгород, 2021.- Гладкова О.В., 144 с.
- «Вторая жизнь».Н.Новгород, 2024.- Гладкова О.В., 120 с.

Публиковался в журналах, альманахах, коллективных сборниках.